# Zoo w Kiszyniowie
Zoo w Kiszyniowie – ogród zoologiczny w Kiszyniowie, stolicy Mołdawii. Został otwarty 9 maja 1978 roku i zajmuje powierzchnię 25 hektarów. 
Na początku działalności zoo posiadało 60 gatunków zwierząt, obecnie znajduje się tam 1034 okazy reprezentujące 138 gatunków występujących na wszystkich kontynentach, w tym 10 gatunków zagrożonych wyginięciem.
Zoo oferuje również Mini Zoo ze zwierzętami domowymi oraz stadninę koni do ujeżdżania. 